# RKSV Sittardia in het seizoen 1966/67
Het seizoen 1966/1967 was het 13e jaar in het bestaan van de Sittardse betaaldvoetbalclub Sittardia. De club kwam uit in de Nederlandse Eredivisie en eindigde daarin op de zevende plaats. Tevens deed de club mee aan het toernooi om de KNVB Beker, hierin werd in de eerste ronde, na verlenging, verloren van Sparta (0–1).

## Wedstrijdstatistieken

### Eredivisie
|       | ADO   | Ajax  | DOS   | DWS   | Elinkwijk | Feijenoord | Fortuna '54 | Go Ahead | GVAV  | MVV   | NAC   | PSV   | Sparta | Telstar | FC Twente '65 | Willem II | Xerxes |
| ----- | ----- | ----- | ----- | ----- | --------- | ---------- | ----------- | -------- | ----- | ----- | ----- | ----- | ------ | ------- | ------------- | --------- | ------ |
| Thuis | 1 – 0 | 1 – 1 | 3 – 0 | 1 – 1 | 1 – 1     | 1 – 0      | 1 – 2       | 2 – 1    | 1 – 0 | 1 – 2 | 2 – 0 | 0 – 0 | 0 – 1  | 4 – 1   | 2 – 0         | 1 – 1     | 1 – 3  |
| Uit   | 1 – 2 | 6 – 0 | 1 – 1 | 1 – 2 | 1 – 0     | 1 – 0      | 1 – 0       | 4 – 0    | 2 – 0 | 3 – 0 | 0 – 1 | 1 – 2 | 0 – 0  | 2 – 0   | 1 – 1         | 0 – 1     | 1 – 1  |

### KNVB Beker
| 1e ronde                                 | Sittardia | 0 – 1 Na verlenging | Sparta           |
| 2 april 1967 Plaats: Sittard De Baandert |           |                     | 117' Ad Vermolen |

## Statistieken Sittardia 1966/1967

### Eindstand Sittardia in de Nederlandse Eredivisie 1966 / 1967
| Stand | Gespeeld | Gewonnen | Gelijk | Verloren | Punten | Doelpunten voor | Doelpunten tegen |
| ----- | -------- | -------- | ------ | -------- | ------ | --------------- | ---------------- |
| 7e    | 34       | 13       | 9      | 12       | 35     | 34              | 40               |

### Topscorers
| #      | Naam               | Goal |
| ------ | ------------------ | ---- |
| 1.     | Nico Mares         | 18   |
| 2.     | Srđan Čebinac      | 6    |
| 3.     | Frans Guns         | 2    |
| 3.     | Leen Kiers         | 2    |
| 3.     | Jan Wolfs          | 2    |
| 6.     | Gerard Gruisen     | 1    |
| 6.     | Leo van der Linden | 1    |
| 6.     | Ivan Popović       | 1    |
| 6.     | Piet Quix          | 1    |
| Totaal | Totaal             | 34   |

| #      | Naam        | Goal |
| ------ | ----------- | ---- |
| –      | Geen speler | 0    |
| Totaal | Totaal      | 0    |